# Espen Andersen (Nordischer Kombinierer, 1993)
Espen Andersen (* 28. Oktober 1993 in Baerums Verk, Akershus) ist ein norwegischer Nordischer Kombinierer. 2013 debütierte er im Weltcup der Nordischen Kombination.

## Karriere
Er nahm an den Nordischen Junioren-Skiweltmeisterschaften 2012 im türkischen Erzurum teil und startete in allen drei Wettbewerben. Am 22. Februar 2012 belegte er nach dem Springen von der Normalschanze und einem 10-Kilometer-Langlauf den fünften Platz. Beim Teamwettbewerb belegte er gemeinsam mit Audun Hokholt, Sindre Ure Søtvik und Øystein Granbu Lien den vierten Platz. Am 25. Februar 2012 gewann er nach dem Springen von der Normalschanze und einem 5-Kilometer-Langlauf die Bronzemedaille hinter Øystein Granbu Lien und Ilkka Herola.
In der Saison 2012/13 debütierte er am 15. März 2013 beim Heimweltcup in Oslo im Weltcup der Nordischen Kombination. Im Gunderson-Wettbewerb von der Großschanze belegte er den 47. Platz. Zuvor nahm er an den Nordischen Junioren-Skiweltmeisterschaften 2013 in Liberec teil. Im Team-Wettbewerb belegte er gemeinsam mit Sindre Pettersen, Espen Bjørnestad und Mads Wåler den sechsten Platz. Beim Wettbewerb bestehend aus dem Springen von der Normalschanze und einem 10-Kilometer-Lauf belegte er den 29. Platz.
Seine ersten Weltcup-Punkte sammelte er in der Saison 2013/14 beim Heimweltcup in Oslo. Beim Gunderson-Wettbewerb von der Großschanze lief er auf den 20. Platz und sammelte damit 11 Weltcuppunkte. Am Ende der Saison belegte er mit insgesamt 17 Punkten gemeinsam mit Giuseppe Michielli den 62. Platz im Gesamtweltcup.
Am 24. Januar 2015 startete er beim Weltcup in Sapporo und belegte mit den zwölften Platz erstmals einen Platz unter den besten 15. Beim Team-Sprint in Val di Fiemme belegte er gemeinsam mit Magnus Moan als Norwegen II den sechsten Platz. Im Gesamtweltcup der Saison 2014/15 belegte er mit 41 Punkten gemeinsam mit Mario Seidl den 45. Platz. In der Saison 2015/16 sammelte er im Weltcup 33 Punkte und belegte gemeinsam mit Lukas Runggaldier den 39. Platz im Gesamtweltcup.
Beim Heimweltcup in Lillehammer belegte er am 2. Dezember 2016 gemeinsam mit Mikko Kokslien, Håvard Klemetsen und Jørgen Graabak den zweiten Platz im Team-Wettbewerb hinter der deutschen Mannschaft. Einen Tag später belegte er im Gunderson-Wettbewerb von der Normalschanze mit den sechsten Platz zum ersten Mal einen Platz unter den besten Zehn. Seinen ersten Weltcupsieg feierte er am 14. Januar 2017. Im Team-Sprint in Val di Fiemme siegte er gemeinsam mit Jørgen Graabak vor den Mannschaften aus Tschechien und Italien.
Zu Beginn der Saison 2017/18 gewann er am 24. November 2017 im finnischen Kuusamo seinen ersten Einzel-Weltcup. Dies wiederholte er beim zweiten Weltcup in Lillehammer.

## Erfolge

### Weltcup-Siege im Einzel
| Nr. | Datum             | Ort         | Disziplin             |
| --- | ----------------- | ----------- | --------------------- |
| 1.  | 24. November 2017 | Kuusamo     | Sprint Großschanze    |
| 2.  | 3. Dezember 2017  | Lillehammer | Gundersen Großschanze |

### Weltcup-Siege im Team
| Nr. | Datum            | Ort           | Disziplin                |
| --- | ---------------- | ------------- | ------------------------ |
| 1.  | 14. Januar 2017  | Val di Fiemme | Teamsprint Großschanze 1 |
| 2.  | 2. Dezember 2017 | Lillehammer   | Staffel Normalschanze 2  |
| 3.  | 21. Januar 2018  | Chaux-Neuve   | Staffel Großschanze 2    |

### Continental-Cup-Siege im Einzel
| Nr. | Datum            | Ort         | Disziplin               |
| --- | ---------------- | ----------- | ----------------------- |
| 1.  | 15. Februar 2015 | Ramsau      | Gundersen Normalschanze |
| 2.  | 9. Januar 2016   | Høydalsmo   | Gundersen Normalschanze |
| 3.  | 12. März 2016    | Klingenthal | Gundersen Großschanze   |
| 4.  | 13. März 2016    | Klingenthal | Gundersen Großschanze   |
| 5.  | 23. Januar 2021  | Eisenerz    | Gundersen Normalschanze |

## Statistik

### Platzierungen bei Weltmeisterschaften
| Jahr und Ort    | Wettbewerb   | Wettbewerb   | Wettbewerb | Wettbewerb | Wettbewerb |
| Jahr und Ort    | Gundersen NS | Gundersen GS | Team       | Teamsprint | Mixed-Team |
| --------------- | ------------ | ------------ | ---------- | ---------- | ---------- |
| 2017 Lahti      | 25.          | 10.          | —          | —          | —          |
| 2021 Oberstdorf | 17.          | 08.          | —          | 02.        | —          |
| 2023 Planica    | 17.          |              | 01.        | —          | —          |

### Weltcup-Platzierungen
| Saison  | Platz | Punkte |
| ------- | ----- | ------ |
| 2013/14 | 62.   | 017    |
| 2014/15 | 45.   | 041    |
| 2015/16 | 39.   | 033    |
| 2016/17 | 15.   | 377    |
| 2017/18 | 09.   | 593    |
| 2018/19 | 21.   | 262    |
| 2019/20 | 18.   | 206    |
| 2020/21 | 16.   | 195    |
| 2021/22 | 14.   | 450    |